# Lotus 87
Lotus 87 je Lotusov dirkalnik Formule 1, ki je bil v uporabi v drugem delu sezone 1981 in na prvi dirki sezone 1982 za Veliko nagrado Južne Afrike, z njim sta dirkala Elio de Angelis in Nigel Mansell. Skupno sta nastopila na dvaindvajsetih dirkah, odstopila na točno polovici dirk, kot najboljši rezultat sta dosegla četrti mesti de Angelis na dirki za Veliko nagrado Italije, Mansell pa na dirki za Veliko nagrado Las Vegasa.

## Popolni rezultati Formule 1
(legenda) 
| Leto | Moštvo     | Motor             | Gume | Dirkača         | 1    | 2   | 3    | 4   | 5   | 6   | 7    | 8   | 9   | 10  | 11  | 12  | 13  | 14  | 15  | 16  | Toč | Prv |
| ---- | ---------- | ----------------- | ---- | --------------- | ---- | --- | ---- | --- | --- | --- | ---- | --- | --- | --- | --- | --- | --- | --- | --- | --- | --- | --- |
| 1981 | Team Lotus | Ford Cosworth DFV | G    |                 | ZZDA | BRA | ARG  | SMR | BEL | MON | ŠPA  | FRA | VB  | NEM | AVT | NIZ | ITA | KAN | LVE |     | 22  | 7.  |
| 1981 | Team Lotus | Ford Cosworth DFV | G    | Nigel Mansell   |      |     |      |     |     | Ret | 6    | 7   | DNQ | Ret | Ret | Ret | Ret | Ret | 4   |     | 22  | 7.  |
| 1981 | Team Lotus | Ford Cosworth DFV | G    | Elio de Angelis |      |     |      |     |     | Ret | 5    | 6   | Ret | 7   | 7   | 5   | 4   | 6   | Ret |     | 22  | 7.  |
| 1982 | Team Lotus | Ford Cosworth DFV | G    |                 | JAR  | BRA | ZZDA | SMR | BEL | MON | VZDA | KAN | NIZ | VB  | FRA | NEM | AVT | ŠVI | ITA | LVE | 30  | 5.  |
| 1982 | Team Lotus | Ford Cosworth DFV | G    | Nigel Mansell   | Ret  |     |      |     |     |     |      |     |     |     |     |     |     |     |     |     | 30  | 5.  |
| 1982 | Team Lotus | Ford Cosworth DFV | G    | Elio de Angelis | 8    |     |      |     |     |     |      |     |     |     |     |     |     |     |     |     | 30  | 5.  |